# Libnotes (Goniodineura) montivagans
Libnotes (Goniodineura) montivagans is een tweevleugelige uit de familie steltmuggen (Limoniidae). De soort komt voor in het Oriëntaals gebied.